# Handwerkskammer Karlsruhe
Die Handwerkskammer Karlsruhe ist eine von 53 Handwerkskammern der Bundesrepublik Deutschland mit Sitz in Karlsruhe. Nach der Zahl ihrer Mitglieder betreut sie ca. 18.000 Handwerksbetriebe aus der Region. Genauer gehören zum Kammerbezirk die Stadt und der Landkreis Karlsruhe, die Stadt Pforzheim und der Enzkreis, der Landkreis Calw sowie die Stadt Baden-Baden und der Landkreis Rastatt. Die Einrichtung verteilt sich auf zwei Standorte in Karlsruhe, das Verwaltungsgebäude am Friedrichsplatz und die Bildungsakademie in der Hertzstraße.
Präsident der Handwerkskammer Karlsruhe ist seit November 2024 Karsten Lamprecht.